# Wolna Młodzież Niemiecka

Flaga FDJ

Emblemat FDJ

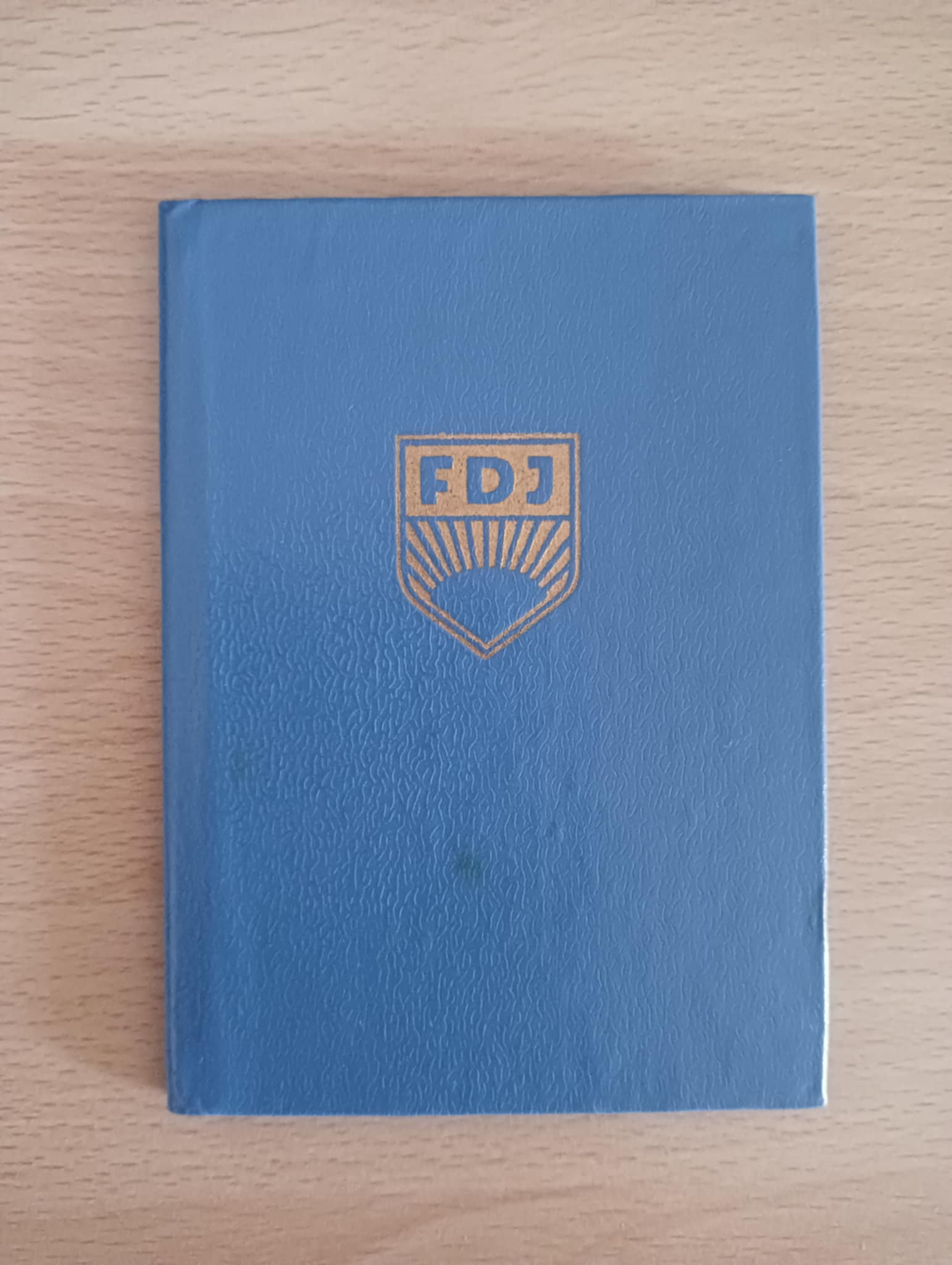
Legitymacja członka Freie Deutsche Jugend

Wolna Młodzież Niemiecka (Freie Deutsche Jugend, FDJ) – komunistyczna organizacja młodzieżowa Socjalistycznej Partii Jedności Niemiec w Niemieckiej Republice Demokratycznej.
Utworzona w podziemiu w III Rzeszy w 1936 roku, masowa organizacja w radzieckiej strefie okupacyjnej Niemiec, a później NRD. Wydawała gazetę Junge Welt, miała posłów w Volkskammer. Dzieci z klas 1–7 należały do Pionierorganisation Ernst Thälmann, podporządkowanej FDJ. Wolna Młodzież Niemiecka współkształtowała nową obyczajowość, np. „Ślubowanie młodzieży” (Jugendweihe), która częściowo zastąpiła konfirmację protestancką.
W latach 1970–1980 FDJ organizowała międzynarodowy Festiwal Pieśni Politycznych.